# Hypsiboas exastis
Espèce
Synonymes
- Hyla exastis Caramaschi & Rodrigues, 2003

Statut de conservation UICN

 DD  : Données insuffisantes
Hypsiboas exastis est une espèce d'amphibiens de la famille des Hylidae.

## Répartition
Cette espèce est endémique du Brésil. Elle se rencontre :
- dans l'État de Bahia dans les municipalités de São José da Vitória et Wenceslau Guimarães ;
- dans l'État d'Alagoas dans deux localités ;
- dans l'État de Pernambouc dans la municipalité de Jaqueira ;

## Publication originale
- Caramaschi & Rodrigues, 2003 : A new large treefrog species, genus Hyla Laurenti, 1768, from southern Bahia, Brazil (Amphibia, Anura, Hylidae). Arquivos do Museu Nacional, Rio de Janeiro, vol. 61, no 4, p. 225-260.